# Michael Standish
Michael Standish é um diretor de arte britânico. Como reconhecimento, foi nomeado ao Oscar 2016 na categoria de Melhor Direção de Arte por The Danish Girl.